# Personaldienstleister
Personaldienstleister (kurz: PDL) sind Unternehmen und zugleich ein Überbegriff, der Dienstleistungen rund um das Thema Personalgewinnung (englisch Recruiting), -einsatz und -freisetzung vereint. Häufig wird dabei ein Unternehmen verstanden, welches hauptsächlich mit Zeitarbeit wirtschaftet, speziell wenn dieses Unternehmen keine eigenen Produkte anbietet, sondern sich primär um Personal (auch genannt: Leiharbeiter) kümmert. Neben nationalen gibt es auch europäische und internationale PDL.
Die folgenden Umfänge werden von Personaldienstleistern ausgeübt oder angeboten:
- Arbeitnehmerüberlassung[6], kurz: ANÜ
- Personalleasing
- Personalvermittlung (auch genannt: Talentvermittlung)
- Personalberatung und Headhunting (auch: Executive Search)
- Newplacement (Outplacement)
- HR-Services / HR-Outsourcing

Weitere Tätigkeitsumfänge können sein:
- Personalentwicklung
- Master Vendoring und Managed Service Providing (Zeitarbeitskräfteverwaltung), Supervision
- Generelle Beratung zu Verträgen und Anstellungsbedingungen
- Karriereberatung

Umfänge, die meist von dafür spezialisierten Unternehmen angeboten werden, sind:
- Coaching
- Outplacement
- Ingenieursdienstleistungen (Entwicklungsdienstleister)
- Industriedienstleistungen, rund um die Pflege und Unterhaltung von Betriebseinrichtungen bis hin zur Übernahme kompletter Prozesse (betriebsinterne Logistik, Verpflegung …)
- Unternehmensberatung (Strategieberatung, Management, Interim-Management, Unternehmensführung, Gründung, Insolvenz, Change-Management)[7]

## Definitionen und Unterscheidungsmerkmale
Die Arbeitsagentur definiert „Zeitarbeit (Arbeitnehmerüberlassung) ist eine Möglichkeit, die Zeit zur nächsten Festanstellung zu überbrücken.“
Der iGZ definiert „Zeitarbeit bedeutet nicht Arbeit auf Zeit, sondern unterschiedliche Kundeneinsätze“ und „Zeitarbeitsunternehmen schließen einen Vertrag mit den Kundenbetrieben über die Arbeitsleistung des Zeitarbeitnehmers.“
Es kann zwischen beratenden und assistierenden Dienstleistungen unterschieden werden:

### Beratende Dienstleistungen
Beratende Personaldienstleistungen umfassen Personalberatung/Executive Search, Personalvermittlung, Beratung bei Personalentwicklung und Personalstrategie, Coaching, Karriere- und Vergütungsberatung, Training sowie Outplacement. Diese Dienstleistung wird relativ stark nach dem eigenen Ermessen des Dienstleisters ausgeübt, ist in der Regel als Projektarbeit auf Zeit angelegt, womit der Dienstleister auf Augenhöhe mit dem Auftraggeber verbleibt. Geschuldet wird zumeist ein Bemühen im Sinne des § 611 ff. BGB (Dienst).

### Assistierende Dienstleistungen
Assistierende Personaldienstleistungen umfassen neben der Zeitarbeit und dem Interim-Management alle Formen des Outsourcing von Personalverwaltung (Bewerbermanagement, Spesenabrechnung, Zeugniserstellung usw.). Hier stellt sich der Dienstleister in die Prozesserbringung des Auftraggebers und lässt sich demzufolge auch stärker Vorgaben zur konkreten Ausgestaltung der Dienstleistung machen. Folglich wird zumeist ein konkreter Erfolg im Sinne des § 632 ff. BGB (Werkvertrag) bzw. § 650 BGB (Werklieferungsvertrag) oder auch eine „Diensteverschaffung“ im Sinne der §§ 278, 305, 240 BGB geschuldet.

### Österreich
In Österreich wird PDL unterschieden in Arbeitskräfteüberlasser und Arbeitsvermittler. Zusätzlich zum AMS bieten auch Firmen und Institutionen Arbeitsvermittlung an.

### Großbritannien
Im englischen Sprachraum wird allgemein von „Staffing-Industrie“ gesprochen und je nach Dauer der Anstellung beim Auftraggeber in „flexible Lösungen“ und „permanente Lösungen“ unterschieden.

## Interessensverbände
In den deutschsprachigen Ländern nehmen verschiedene Verbände die Interessen von Personaldienstleistern im Sinne einer politischen Lobbyarbeit wahr. Zu nennen sind:
- Interessensgemeinschaft Zeitarbeit (iGZ) mit Sitz in Münster/Westfalen
- Bundesarbeitgeberverband Personaldienstleistungen (BAP) mit Sitz in Berlin
- Fachverband Personalberatung im Bundesverband Deutscher Unternehmensberatungen (BDU), u. a. mit „Grundsätzen ordnungsgemäßer und qualifizierter Personalberatung“ vom 9. März 2016[17]
- swissstaffing Verband der Personaldienstleister in der Schweiz (der u. a.a uch eine Pensionskasse für die internen Mitarbeitenden verwaltet)
- APSCo Deutschland, Verband für Recruiter, u. a. mit einem Akkreditierungsverfahren für qualifizierte Dienstleistungen, in Berlin, mit Tätigkeiten in der gesamten DACH-Region
- Österreichs-Verband Personaldienstleister, Wien

Grundsätzlich schalten sich die Verbände z. B. bei der Vereinbarung von Tarifverträgen (als Arbeitgeberverband), der Definition von Berufsbildern und Inhalten einer Berufsausbildung (z. B. Kauffrau/-mann in der Personaldienstleistung) sowie bei gesetzlichen Regelungen ein. Darüber hinaus können auch weitere Serviceleistungen zum Tragen kommen, z. B. Fortbildungsarbeit, Branchenstudien etc.

## PDL-Kennzahlen

### Deutschland
Laut Bundesagentur für Arbeit waren 2020 im Jahresdurchschnitt von ca. 38 Mio. Beschäftigten 782.694 Leiharbeitnehmer, d. h. 2,1 %.
Laut Interessensverband Deutscher Zeitarbeitsunternehmen (iGZ) e. V. sind Frauen rund 30 % aller Zeitarbeitskräfte. Ca. 58 % der Zeitarbeitskräfte kommen aus der Arbeitslosigkeit oder hatten vorher noch kein Beschäftigungsverhältnis.
Laut dem Beratungsunternehmen Lünendonk waren im Jahr 2020 ca. 180.000 Arbeitnehmer bei 25 Zeitarbeitsunternehmen mit dem stärksten Umsatz im Kundeneinsatz beim Entleiher beschäftigt. Es wurde ein Umsatz von ca. 7,8 Mrd. Euro erwirtschaftet, was einen Rückgang zum Vorjahr von 16,4 % darstellt.

### Österreich
Für Österreich wurden (Stand 2017) ca. 77.000 Arbeitnehmende genannt. Im Durchschnitt wird von 90.000 Arbeitskräften gesprochen.
Der „Erweiterten Bundesausschuss der Personaldienstleister des Fachverbandes der gewerblichen Dienstleister“ vertritt ca. 2000 PDL-Unternehmen.

### Schweiz
Der Arbeitgeberverband Swissstaffing nennt für die Schweiz 385.674 Temporärarbeitende im Jahr 2019, auf ca. 95.000 Arbeitsstellen.
Für das Jahr 2020 sind es 347.089 Temporärarbeitende, ein Minus von 11,1 % im Vergleich zum Vorjahr 2019.
Swissstaffing gehören Stand August 2018 runde 385 schweizerische Personaldienstleister an.

## Differenzierung Fachpersonal, Führungskräfte & Beratung (Consulting)
Schwerpunktmäßig sind die Hauptaufgaben (ausgeübte Tätigkeit bei Zeitarbeit) in den Arbeitsbereichen Verkehr und Logistik (außer Fahrzeugführung) und Lagerwirtschaft, Post, Zustellung, Güterumschlag. Der Metall- und Elektrobranche gehören ca. ein Drittel der Zeitarbeitskräfte an.
Die Tätigkeiten von Zeitarbeitern sind häufig einfach, d. h. „als Helfer tätig“, obwohl alle Qualifikationsstufen und Tätigkeitsfelder in Form von Zeitarbeit existieren.
Zwischen hochqualifizierten Fachkräften und ihrem Arbeitgeber existiert jedoch fast ausschließlich ein gewöhnliches Arbeitsverhältnis auf Basis eines Arbeitsvertrags und marktüblichen Bedingungen wie Urlaubstage, Vergütung etc. Ebenfalls unterscheiden sich die Gehälter von Hochqualifizierten sehr deutlich zum gewöhnlichen Zeitarbeiter, wo meist der gesetzliche Mindestlohn als Vergütung bezahlt wird. Jedoch wird gewissen PDLs bzw. EDLs (Entwicklungsdienstleister) oft nachgesagt, keine marktüblichen Gehälter zu bezahlen.
Laut iGZ sind Stand 2020 ca. 61 % „Akademiker“, mit durchschnittlicher Betriebszugehörigkeit beim Zeitarbeitsunternehmen länger als neun Monate.
Aus Sicht des professionellen Personalberaters teilt sich 2014 der Gesamtmarkt der Beratungsfelder zu über 80 % in Suche, Auswahl und Gewinnung von Experten und Führungskräften. Deutlich ist dabei die qualitative Abgrenzung zur einfachen Zeitarbeit und der PDL-Unternehmen: Diese Unternehmen sind vertreten durch den Bundesverband Deutscher Unternehmensberater (BDU) e. V., welcher durch Weiterbildung und Zertifizierung seiner Berater (Consultants) versucht dies deutlich zu machen.
Ebenfalls hat 2016/2017 der Gesetzgeber klargestellt, dass die Tätigkeiten von Unternehmensberatern nicht als Zeitarbeit zu bewerten sind.
Die Bundesagentur für Arbeit geht davon aus, dass in Zukunft der Anteil von Zeitarbeitskräften in Berufen der Dienstleistungsbranche steigen wird.
Laut IAB ist Zeitarbeit für Ausländer ein „Sprungbrett“ in eine andere Beschäftigung. Dieses sog. „Sprungbrett“ in eine feste Karriere, ist jedoch laut einer Bertelsmann-Stiftung Studie eher auf „langfristiger Sicht wirksam“. Speziell für Einsteiger im öffentlichen Dienst ist es im Vergleich zu anderen Branchen schwieriger in eine dauerhafte Beschäftigung zu kommen.

### Vertragsformen der Arbeit und Auftragsabwicklung
Je nach PDL oder EDL sind verschiedene Formen der Auftragsabwicklung und Vertragsgestaltung gängig:
- Dienstleistungsvertrag (z. B. Beratungsleistungen)
- Werkverträge (z. B. Erstellung eines Produktes, Hardware, Software etc.)
- Arbeitnehmerüberlassung oder Zeitarbeit (Bereitstellung von Ressourcen)

Die häufige Anwendung von Werkverträgen und Arbeitnehmerüberlassungen wurde durch Reformen stark beeinflusst.
Im Falle von Selbständigkeit (im Expertenbereich auch als Freelancing bezeichnet), spielt die sog. Scheinselbstständigkeit eine wichtige Rolle.

## Dachverbände
Als Dachverband der Personaldienstleister tritt der Bundesarbeitgeberverband der Personaldienstleister e. V. (BAP) auf. Der BAP ist Tarifpartner der Tarifgemeinschaft Zeitarbeit des Deutschen Gewerkschaftsbundes (DGB).
Der Interessensverband Deutscher Zeitarbeitsunternehmen (iGZ) e. V. vertritt hierzulande die auf Zeitarbeit fokussierten PDLs mit über 3500 Mitgliedern.
Beide Verbände verschmelzen zum Jahreswechsel 2023/24 zum GVP Gesamtverband der Personaldienstleister (GVP).
Ca. 600 Unternehmensberater-Unternehmen sind durch den Bundesverband Deutscher Unternehmensberater (BDU) e. V. vertreten.
In Österreich organisiert „Österreichs Personaldienstleister e. V.“ (ÖPDL) die Interessen von ca. 400 Unternehmen der Personaldienstleistung. In der Schweiz findet sich die swissstaffing als Verband der Personaldienstleister mit ca. 350 Mitgliedern.
Weiters tritt die APSCo (Association of Professional Staffing Companies) als global agierende Organisation zur Professionalisierung der Personaldienstleistungen auf, mit der Niederlassung APSCo Deutschland für den deutschen Sprachraum.